# Кръщение (български народни обичаи)
В обичаите, свързани с кръщаването на детето се преплитат християнски и паганистични представи и вярвания. Църковното кръщение е само част от обичаите и обредите, съпътстващи „кръщенето“, „кръщавката“на детето. Главното обредно лице в тях е кумът – кръстник.

## Български ритуал
Вечерта, преди кръщаването, жена от семейството „калесва“ (кани) кръстника с бъклица вино, пита и печена кокошка. На другата сутрин кръстникът занася детето в църквата. В единия край на бебешкия повой той слага приготвени от него свещ, китка и пешкир. След църковния ритуал, той връща детето на майката с думите:
„Еврейче взех, християнче (българче) ти връщам“.
На нея той дава и отрязаните от свещеника четири кичурчета коса, „на кръст“ от главата на детето, залепени с восък от свещта. В някои райони, преди да върне детето, кръстникът го поставя на селскостопански сечива (ако е момче) или на стан (ако е момиче), за да бъде то трудолюбиво и сръчно. На места, на прага на външната врата приготвят софра с питка, бъклица вино и китка цветя, върху която кръстникът настанява бебето и така го внася в къщата и оставя пред икона на света Богородица. Близки и роднини се канят на празнична трапеза. Всеки от гостите при влизането си в къщата поздравява:
„Честито кръщене, честито име!“, а домакините отговарят:
„Чест ти Господ дал.“
Гостите носят червен лук, „за да има родилката мляко“, питки, бъклица вино и подаръци за детето – ризки, платно, бебешки шапчици с пришити на тях парички против „уроки“. Кръстникът също дарява детето с платно, повой и дрешки. Името на детето се избира от кръстника. Никой не трябва да го научава преди определеният от традицията момент, защото това би означавало лоша поличба. На втория ден след кръщенето кръстникът идва в дома на новороденото, вдига го пред иконата, прекръства се и казва три пъти:
„Да е честито и благословено името ... (следва даденото име)!“
След съобщаването на името всички присъстващи се поздравяват:
„Честито и благословено име!“ и „Чест ти Господ дал.“
Традиционно кръстникът е наследствен, но когато кръстените от него деца умират още малки, се избира нов кръстник. Обичаят се нарича „хвърляне на детето“, при което бебето се оставя на кръстопът и онзи, който минавайки го забележи пръв, става негов кръстник.